# Vichai Srivaddhanaprabha
Vichai Srivaddhanaprabha (Vichai Raksriaksorn, født 5. juni 1958, død 27. oktober 2018) var en thailandsk forretningsmand, der var ejer og bestyrelsesformand for King Power og Leicester City. 
Han omkom ved et helikopter styrt ved King Power Stadium og var på sin dødsdag Thailands 5. rigeste person med en formue på over 4,9 milliarder USD, svarende til godt 32,2 milliarder kroner.

## Fødsel og liv
Vichai Srivaddhanaprabha (Vichai Raksriaksorn) blev født den 5. juni 1958 i Thailand, søn af forældrene Wiwat og Prapasorn Raksriaksorn, der var kinesisk immigrantfamilie. Efter bestået afgangseksamen fra Woodlawn High School i USA fik han en bachelorgrad fra "Faculty of Liberal Arts" på Ramkamhaeng University i Thailand, og derefter en grad i forretningsadministration fra Northrop University i USA.
Srivaddhanaprabha blev gennem 1980'erne en erfaren forretningsmand, dels fra sine egne virksomheder, og dels fra partnerskab i andre virksomheder. I 1989 grundlagde han King Power International. Han begyndte sin forretning med varer til rejsende i Hong Kong, hvorefter han vendte tilbage til Thailand og åbnede en "duty-free" (dansk: toldfri) forretning i Bangkok, i samarbejde med Tourism Authority of Thailand (TAT, dansk: Thailands Turist Myndighed). Virksomheden blev udvidet med forretninger i Cambodja, Macao og Kina, såvel som Thailands internationale lufthavne (under AOT), hvor han i 2004 fik monopol på toldfrit salg i nationens største lufthavne. Monopolet blev givet af senere afsatte premierminister Thaksin Shinawatra og medførte siden en del kontroverser, blandt andet beskyldninger om, at King Power ikke betalte korrekt andel af indtægterne fra lufthavnsfranchisen, hvilket King Power benægtede. King Power-monopolet udløber 2020, hvorefter flere aktører skal deles om det toldfri salg og byde på det ved en auktion. Srivaddhanaprabha omkom få uger før auktionen om kommende toldfri koncessioner i statens lufthavne.
Foruden King Power, til en værdi af 161 milliarder baht (cirka 32 mia. DKK), inkluderede Srivaddhanaprabhas forretningsimperium også Accor’s Pullman-hoteller i Thailand, samt siden 2016 tillige for 7,5 milliarder baht (cirka 1,5 mia. DKK) aktier i lavprisflyselskabet Thai AirAsia.
Ud over sine forretninger havde Srivaddhanaprabha en passion for sport, specielt fodbold og polo. Han etablerede en polobane og blev præsident for Thailand Polo Association. I 2010 købte han Leicester City Football Club for 39 millioner pund (cirka 340 mio. DKK), hvor han blev klubbens formand. Han førte klubben fra 2.division op i Premier League, hvor Leicester City F.C. i 2018 blev værdisat til 371 millioner pund (cirka 3,1 mia. DKK). I 2014 etablerede han et polohold, King Power Foxes, som nåede til topniveau i Storbritannien, og i 2017 købte han sin anden fodboldklub, OH Leuven (Oud-Heverlee Leuven) i Belgien.
I 2012 blev familien tildelt et nyt efternavn "Srivaddhanaprabha", i stedet for Raksriaksorn-navnet, af den daværende konge, Bhumibol Adulyadej. Navnet betyder "lys af progressiv herlighed" (oversat fra engelsk: "light of progressive glory"). Vichai Srivaddhanaprabha var gift med Aimon Srivaddhanaprabha, de fik fire børn. Sønnen, Aiyawatt Srivaddhanaprabha, er CEO i King Power, og overtog efter sin fars død hans rolle som formand for King Power International og Leicester City F.C.
Vichai Srivaddhanaprabha var kendt for at være tæt forbundet med tidligere politiker Newin Chidchob, nuværende præsident for det thailandske fodboldligahold Buriram United, og med vicepremierminister general Prawit Wongsuwan.

## Død

### Helikopter styrt ved King Power Stadium
Efter en fodboldkamp mellem Leicester City FC og West Ham United FC den 27. oktober 2018, fløj Srivaddhanaprahba og fire andre op fra midtercirklen på King Power Stadium i en helikopter af typen Agusta Westland AW169, for få minutter senere at få mekaniske problemer, og styrte ned på parkeringspladsen lige uden for stadion.
De øvrige fire omkomne i ulykken var Srivaddhanaprahbas "højre hånd", Kaveporn Punpare, og hans personlige assistent, Nursara Suknamai, samt piloterne Izabela Lechowicz og Eric Swaffer, der tillige dannede par. Swaffer blev efter ulykken krediteret for at have reddet liv, ved at få den styrtende helikopter væk fra menneskemængden på parkeringspladsen ved stadion.
Srivaddhanaprahbas lig blev fløjet med privatfly til Bangkok den 2. november og anbragt i Wat Thep Sirintharawat. Dagen efter begyndte en traditional thailandsk kremeringsceremoni, der strækker sig over flere dage, startende med et såkaldt "badecritual", hvor vandet var doneret af kong Vajiralongkorn. En række prominente personer, blandt andre vicepremierminister Prawit Wongsuwon, deltog i ritualet. Leicester City F.C.s træner Claude Puel, målmand Kasper Schmeichel, og flere andre klubmedlemmer, fløj også til Bangkok efter fodboldklubbens kamp den 3. november, for at deltage i de følgende dages buddhistiske begravelses ceremonier, hvor munke hver aften reciterer bønner frem til 9. november. Kong Vajiralongkorn har tillige doneret royale musikinstrumenter og musikanter, samt udlånt en kongelig urne. Efter ceremonierne bliver Srivaddhanaprahbas lig opbevaret i 100 dage, inden han kremeres.

### Havari rapport
Ifølge den britiske flyhavarikommission umiddelbare rapport i 2018 skyldtes ulykken en teknisk fejl på en fodpedal, som medførte at helikopteren drejede til højre, i stedet for venstre, hvorved piloterne mistede kontrol med styringen.
Den 6. september 2023 kom Air Accidents Investigation Branch (AAIB) afsluttende rapport. Resultaterne var utvetydige og anførte, at styrtet blev anset for "uundgåeligt" på grund af en række mekaniske fejl, der skyldtes et kritisk duplex-leje, som forbandt styreakslen, der løb langs halens længde, til rotorbladenes greb. Lejet blev fastklemt som resultatet af "træthed, revner, gruber, forskydning, friktion, fedtnedbrydning og varmeudvikling". Disse fejl førte til, at helikopterens halerotorkontrolsystem mistede forbindelse, hvorved flyet snurrede ud af kontrol. Rapporten fremhævede også de begrænsede handlinger piloten kunne udføre, for at redde de ombordværende.
Fire førstehjælpere kom til skade på grund af ildens intense varme, mens de forsøgte at redde dem inde i helikopteren. Derudover gjorde to politibetjente, der ankom til stedet kun et minut efter styrtet, et tappert, men mislykket forsøg på at bryde helikopterens forrude ved hjælp af deres stave.
Vichai Srivaddhanaprabha købte, hvad han mente var en avanceret helikopter, men fabrikanten Leonardos manglende opfølgning af vigtige foranstaltninger, rejste ifølge havarirapporten alvorlige spørgsmål om sikkerheden for virksomhedens fly. Rapporten fastslog tillige, at Leonardo kunne have afværget Leicester City Football Club helikopterkatastrofen, da selskabet ikke delte kritiske flytestresultater med firmaet, der havde fremstillet duplex-lejet. Hvis Leonardo havde delt resultaterne, var lejet muligvis ikke valgt. Desuden blev der ikke krævet rutinemæssig inspektion af det kritiske dele. Hvis Leonardo havde gjort det, ville de have fundet ud af, at lejerne var mere beskadigede end forventet og burde have konkluderet, at de var nødt til at ændre deres oprindelige design. Yderligere for ikke fuldt ud at overveje mulige risikoreduktions- og afhjælpende foranstaltninger for duplex-lejet, som var blevet identificeret som en kritisk komponent af Leonardo under designfasen. Rapporten bemærkede, at det blev anerkendt af Leonardo, t hvis lejet svigtede, kunne det føre til døden for flere ombordværende. Havde de inkluderet en af disse afbødende foranstaltninger, var det sandsynligt, at ulykkens alvor ville være blevet reduceret, og alle ombordværende stadig kunne være i live.
Familierne til tre af dem, der mistede i styrtet – Vichai Srivaddhanaprabha, Eric Swaffer og Izabela Lechowicz – overvejer retslige skridt mod Leonardo. Retssager er allerede blevet indledt i Italien på vegne af familierne Swaffer og Lechowicz. Rapporten bekræfter ud over enhver tvivl, at der ikke var noget piloterne, Eric og Izabela, kunne have gjort for at forhindre denne katastrofe. For deres familier, har det været vigtigt, at deres navne blev renset for enhver mulig implikation i ulykken.
Aiyawatt Srivaddhanaprabha, der mistede sin far, Vichai Srivaddhanaprabha, kommenterede havarirapporten med: »Jeg er dybt ked af hændelsesforløbet. Næsten fem år efter min fars død kommer denne rapport med beviser mod Leonardo. Min far stolede på, at han havde købt en sikker helikopter fra en verdenskendt producent. Havde han vidst, hvad vi ved nu, ville han aldrig have sat sit liv på spil i denne maskine. Den smerte, dette forårsager mig og min familie, er umådelig, og som familie kæmper vi fortsat hver dag med vores sorg over tabet af min far. Han var en stor inspiration for mig personligt, og vi elskede ham alle meget højt.«